# Anita Lindblom
Anita Eleonore Lindblom (født 14. december 1937 i Gävle, død 6. september 2020 i Frankrig) var en svensk popsanger og skuespiller. Hun var en af mest populære svenske popsangere i 1960'erne med "Sånt är livet" som sin største succes. Den hittede hun også med uden for Sverige, blandt andet i Danmark og Vesttyskland.

## Karriere
Lindblom begyndte sin karriere som balletdanser, men skiftede til sang og revyoptræden. 

### Sang
Hun brød igennem med sangen "När den svenska flickan kysser, kysser hon med öppen mun" fra Scalarevyn i 1957. Hun havde fået udgivet sin første plade året inden, men hun fik først et mindre hit i begyndelsen af 1960'erne med en svensk udgave af Edith Piafs "Milord" og "Det har stjärnorna sagt". Det store gennembrud kom med "Sånt är livet". Det er en svensk udgave af countrysangen "You Can Have Her" indspillet i oktober 1961 med Sven-Olof Walldoffs orkester. Hun lavede også en tysksproget version, som blev et hit i Vesttyskland og satte gang i en karriere der. 
Blandt hendes hits i de følgende år var "Cigarettes", "Ta ett snälltåg till himlen", "Balladen om den blå baskern" og "En dans på rosor". I 1962-1975 havde hun 27 sange på Svensktoppen.

### Film
Allerede i slutningen af 1950'erne medvirkede Anita Lindblom i film, i begyndelsen i mindre roller, men med sit gennembrud som sanger fik hun større roller, ofte i lystspil som Dirch og blåjakkerne (1964). Hun fik også et par roller i dramaerne En kærlighedshistorie (1970) og Rendestensunger (1974).

## Privatliv og senere liv
Hun fødte som 17-årig sønnen Jørgen, hendes eneste barn.
I 1966 giftede hun sig under stærk mediebevågenhed med bokseren Bo Högberg. Parret blev skilt i 1970. Senere boede hun i en periode sammen med skuespilleren Gunnar Hellström. I begyndelsen af 1980'erne trak hun sig tilbage fra rampelyset og følte sig forfulgt af medierne, der skrev hendes skatteproblemer, kærlighedsforhold og nervesammenbrud. Allerede i 1969 var hun med sin mand flyttet til Frankrig. Her blev hun boende efter parrets skilsmisse, i de sidste mange år i nærheden af Cannes. I de første år kom hun jævnligt hjem til Sverige for at optræde og indspille plader. Hun havde planer om at flytte til USA, men det blev ikke til noget, da flere af hendes møbler, heriblandt et flygel, blev ødelagt i den forbindelse. Lindblom skød skylden på det svenske flyttefirma og brugte lang tid og mange penge på en retssag mod firmaet, men uden held. Hændelsen var skyld i, at hun derefter aldrig rejste til Sverige igen.